# Aure (Vire)
Die Aure ist ein Fluss in Frankreich, der im Département Calvados in der Region Normandie verläuft. Sie entspringt östlich von Caumont-l’Éventé, entwässert die Landschaft des Bessin anfangs in nördlicher Richtung, dreht dann in Richtung West und mündet nach 82 Kilometern etwa einen Kilometer unterhalb von Isigny-sur-Mer als rechter Nebenfluss in die Vire. Der Mündungsabschnitt ist kanalisiert, daher können Schiffe bis zum Hafen von Isigny-sur-Mer hochfahren.
Der Unterlauf liegt im Regionalen Naturpark Marais du Cotentin et du Bessin.

## Orte am Fluss
- Livry (Gemeinde Caumont-sur-Aure)
- Saint-Vigor-le-Grand
- Bayeux
- Trévières
- Isigny-sur-Mer